# 前順序集合の圏
数学の一分野、圏論における前順序集合の圏（ぜんじゅんじょしゅうごうのけん、英: category of preordered sets）Ord は、すべての前順序集合を対象とし、単調写像を射とする圏である。二つの単調写像の合成はふたたび単調であり、また恒等写像は単調であるから、これは確かに圏を成していることがわかる。

## 性質
- 前順序集合の圏 Ord における単型射（圏論的単射）は、集合論的単射な単調写像で与えられる。
- 空集合（を前順序集合と見たもの）は前順序集合の圏 Ord の始対象であり、任意の前順序一元集合が終対象となる。ゆえに Ord に零対象は存在しない。
- 前順序集合の圏 Ord における圏論的直積は、台となる集合の集合論的直積に直積順序を入れたものである。
- 各前順序集合にその台となる集合を対応させ、各単調写像を単に写像と見なせば、集合の圏への忘却函手 Ord → Set が得られる。この忘却函手は忠実であり、したがって前順序集合の圏 Ord は具体圏（英語版）である。この忘却函手は左随伴（各集合を相等関係によって前順序集合と見なす函手）と右随伴（各集合を完全関係によって前順序集合と見なす函手）を持つ。

## 2-圏構造
二つの前順序集合を固定したとき、それらの間の射（単調写像）全体の成す集合は、実際には単に集合というだけではない構造を持つ。すなわち、点ごとの関係 f ≤ g :⇔ ∀x(f(x) ≤ g(x)) によってそれ自身一つの前順序集合を成す。前順序集合はそれ自体一つの圏と見なすことができるから、それにより前順序集合の圏 Ord は 2-圏となる（2-圏となるために追加で満たすべき公理が自明に満足されることは、細い圏（各射集合が位数高々 1 となる圏）において平行射に関する任意の等式は常に真となることからわかる）。
この 2-圏構造に関して、圏 C から Ord への擬函手 F は、2-函手と同じデータから与えられるが、満たすべき性質は以下のように緩められる:
- ∀x ∈ F(A), F(idA)(x) ≃ x,
- ∀x ∈ F(A), F(g ∘ f)(x) ≃ F(g)(F(f)(x)).

ただし、x ≃ y は x ≤ y かつ y ≤ x を意味する。

## 注
1. 1 2  preorder in nLab
2. ↑  pseudofunctor in nLab